# Первомайське (Бійський район)
Первома́йське (рос. Первомайское) — село у складі Бійського району Алтайського краю, Росія. Адміністративний центр Первомайської сільської ради.

## Населення
Населення — 5303 особи (2010; 5279 у 2002).
Національний склад (станом на 2002 рік):
- росіяни — 95 %